# Jean Jayet
Pour les articles homonymes, voir Jayet.
Jean Pierre Honoré Dauphiné Jayet, né le 15 mai 1820 à Voiron et mort le 27 juin 1904 à Paris, est un ingénieur et inventeur français.

## Biographie

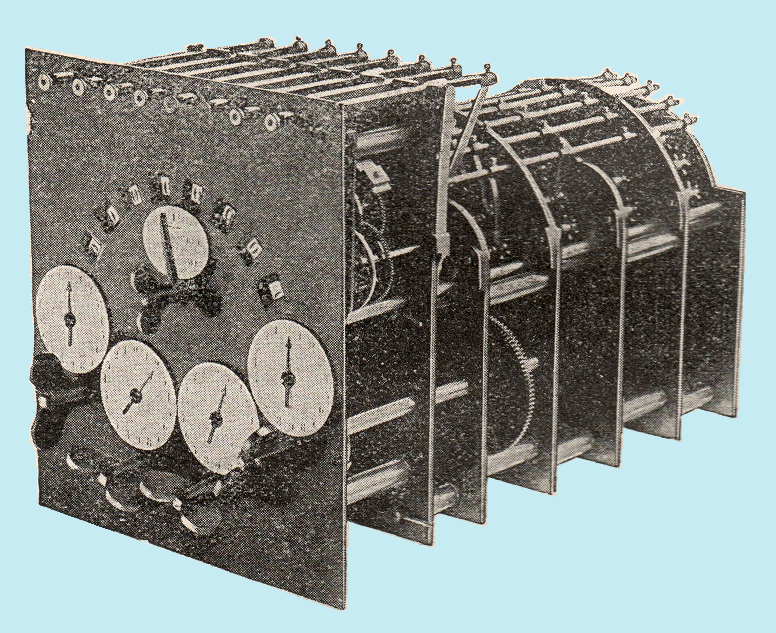
Un arithmaurel avec ses tirettes, en haut, pour les opérandes et ses clés/aiguilles pour les opérateurs

Jayet est connu pour avoir déposé en 1846 avec Timoleon Maurel le brevet d'invention de l'Arithmaurel, une machine à calculer inventée en 1842 par Maurel et perfectionnée par lui en 1846. Les deux hommes reçoivent en 1849 pour cette invention la médaille d'or de l'Exposition nationale de Paris ainsi que le prix mécanique de la fondation Montyon en 1851. 
Jayet et Maurel s'installent en 1860 en Belgique où ils proposent des machines à calculer puis Jayet revient en France où il finit sa vie. 
Jules Verne le mentionne dans le chapitre V de son roman Paris au XXe siècle.